# Horst Kant

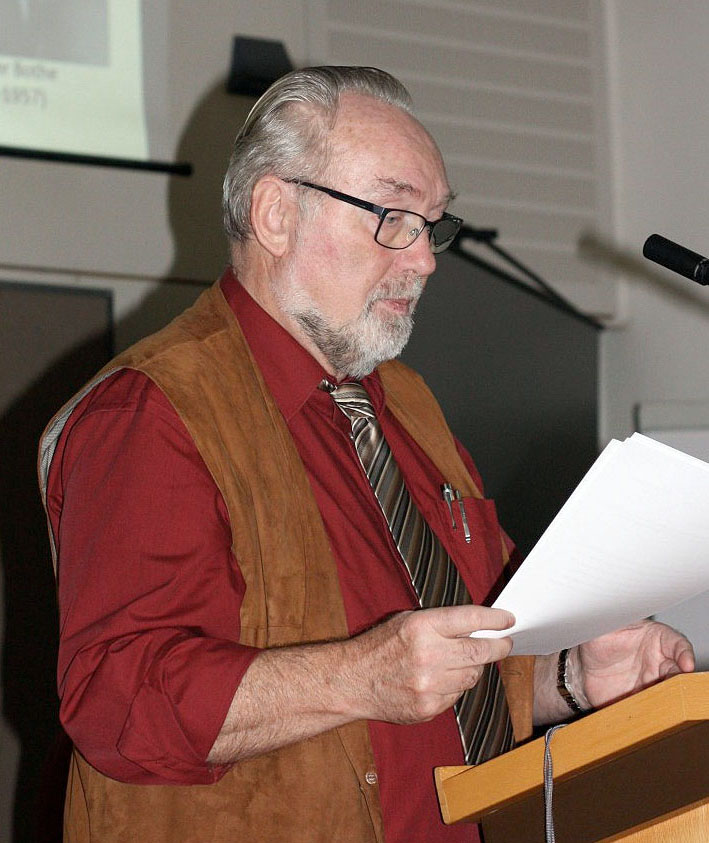
Horst Kant, vor 2017

Horst Kant (* 22. März 1946 in Berlin; † 25. Dezember 2023 ebenda) war ein deutscher Physiker und Wissenschaftshistoriker.

## Leben
Horst Kant hat von 1960 bis 1964 die Heinrich-Hertz-Oberschule in Berlin besucht, nach dem Abitur dann bis 1969 ein Studium der Physik an der Humboldt-Universität zu Berlin (HUB) absolviert und seinen Abschluss als Diplomphysiker erworben. Anschließend folgte ein Studium der Wissenschaftstheorie und Wissenschaftsgeschichte an der HUB, dort promovierte er 1973 auf dem Gebiet Wissenschaftsgeschichte.
Von 1973 bis 1978 arbeitete er als Wissenschaftlicher Assistent und Oberassistent an der HUB, u. a. bei Joachim Auth, Prorektor für Naturwissenschaften und Technik. Im Jahre 1978 wechselte er an die Akademie der Wissenschaften der DDR und war hier bis 1991 Wissenschaftlicher Mitarbeiter im Bereich Wissenschaftsgeschichte am Institut für Theorie, Geschichte und Organisation der Wissenschaft bei Hubert Laitko.
Kant gründete zusammen mit Dieter Hoffmann 1978 eine Arbeitsgruppe zur Physikgeschichte in der Physikalischen Gesellschaft der DDR, die Kant bis zum Aufgehen in der Deutschen Physikalischen Gesellschaft 1990 leitete.
Nach der deutschen Wiedervereinigung war er am Forschungsschwerpunkt Wissenschaftsgeschichte und Wissenschaftstheorie der Förderungsgesellschaft Wissenschaftliche Neuvorhaben mbH Berlin tätig, seit 1995 am Max-Planck-Institut für Wissenschaftsgeschichte in Berlin. Er beschäftigt sich vor allem mit Geschichte der Naturwissenschaften im 19. und 20. Jahrhundert, speziell Sozial-, Institutional- und Personengeschichte, insbesondere mit früher Geschichte der Radioaktivität und Kernenergie (Otto Hahn, Lise Meitner, Werner Heisenberg im Zweiten Weltkrieg), sowjetischer Physikgeschichte, der Berliner Physikgeschichte und der Geschichte physikalischer Institute der Kaiser-Wilhelm-Gesellschaft/Max-Planck-Gesellschaft.
Mit Eintritt in den Ruhestand im Jahr 2011 war er Gastwissenschaftler am Max-Planck-Institut für Wissenschaftsgeschichte in Berlin. Horst Kant war verheiratet und Vater eines Sohnes.

## Mitgliedschaften
- seit 2014 Mitglied der Leibniz-Sozietät der Wissenschaften zu Berlin, seit 2016 Stellvertretender Sekretar der Klasse Naturwissenschaften und Technikwissenschaften

## Schriften (Auswahl)
- Gabriel Daniel Fahrenheit, René-Antoine Ferchault de Réaumur, Anders Celsius. Teubner 1984, DNB 850307074
- J. Robert Oppenheimer. Teubner 1985
- Alfred Nobel. 1983, 2. Auflage, Teubner 1986
- Abram Joffe – Vater der sowjetischen Physik. Teubner 1989
- Herausgeber: Fixpunkte – Wissenschaft in der Stadt und der Region. Festschrift für Hubert Laitko anlässlich seines 60. Geburtstages. Verlag für Wissenschafts- und Regionalgeschichte, Berlin 1996 (mit einer Bibliographie S. 361–391), ISBN 3-929134-12-8.
- als Hrsg. mit anderen: Harenberg Lexikon der Nobelpreisträger. Alles Preisträger seit 1901. Ihre Leistungen, ihr Leben, ihre Wirkung. Harenberg Lexikon Verlag, Dortmund 1998.
- Beiträge Kernphysik, Festkörperphysik, Wärmelehre. In: Wolfgang Schreier (Hrsg.): Geschichte der Physik. Ein Abriss. 2. Auflage 1991, Verlag für Geschichte der Naturwissenschaft und Technik 2002.
- Horst Kant, Annette Vogt (Hrsg.): Aus Wissenschaftsgeschichte und -theorie: Hubert Laitko zum 70. Geburtstag überreicht von Freunden, Kollegen und Schülern. Verlag für Wissenschafts- und Regionalgeschichte, Berlin 2005 (mit einer Bibliographie Laitkos von 1995-2004 auf S. 515–520), ISBN 3-929134-49-7. Online-Fassung der Festschrift, PDF, 7 MB
- Mitarbeit an Wer war wer in der DDR?[4]
- Bibliographie Horst Kant in http://www.wissenschaftsforschung.de/Jahrbuch2007.pdf (S. 231–248) und in http://pubman.mpdl.mpg.de/cone/persons/resource/persons194117
- Herausgeber (mit Carsten Reinhardt): 100 Jahre Kaiser-Wilhelm-/Max-Planck-Institut für Chemie (Otto-Hahn-Institut). Facetten seiner Geschichte. Veröffentlichungen aus dem Archiv der Max-Planck-Gesellschaft, Bd. 22. Berlin 2012, ISBN 978-3-927579-26-2.
- Otto Hahn und die Erklärungen von Mainau (1955) und Göttingen (1957). In: Vom atomaren Patt zu einer von Atomwaffen freien Welt. Zum Gedenken an Klaus Fuchs. Abhandlungen der Leibniz-Sozietät der Wissenschaften, Bd. 32. Hrsg. von Günter Flach und Klaus Fuchs-Kittowski. trafo Wissenschaftsverlag, Berlin 2012, S. 183–197.
- Eine utopische Episode – Carl Friedrich von Weizsäcker in den Netzwerken der Max-Planck-Gesellschaft. In: Carl Friedrich von Weizsäcker: Physik – Philosophie – Friedensforschung. Hrsg. von Klaus Hentschel und Dieter Hoffmann. Acta Historica Leopoldina Nr. 63. Wissenschaftliche Verlagsgesellschaft, Stuttgart 2014, S. 213–242 (mit Jürgen Renn).
- Stationen der Kaiser-Wilhelm-/ Max-Planck-Gesellschaft. In: „Dem Anwenden muss das Erkennen vorausgehen“. Auf dem Weg zu einer Geschichte der Kaiser-Wilhelm-/Max-Planck-Gesellschaft. Hrsg. von Dieter Hoffmann, Brigit Kolboske, Jürgen Renn. Max Planck Research Library for the History and Development of Knowledge, Proceedings 6. Edition Open Access 2015 (2., erw. Aufl.), S. 5–120, (mit Jürgen Renn, Birgit Kolboske).
- Die Entdeckung der Kernenergie – Fluch oder Segen? Einige wissenschaftshistorische Betrachtungen. In: Vera Keiser (Hrsg.): Radiochemie, Fleiß und Intuition. Neue Forschungen zu Otto Hahn. Diepholz/Berlin, GNT-Verlag 2018, S. 395–432.
- Gerhard Banse, Horst Kant (Hrsg.): Disziplinäres & Interdisziplinäres – Historisches & Systematisches. Kolloquien zu Ehren von Lutz-Günther Fleischer, Herbert Hörz, Hans-Jürgen Treder & Siegfried Wollgast. Sitzungsberichte der Leibniz-Sozietät der Wissenschaften zu Berlin, Band 139/140, Jahrgang 2019. trafo Wissenschaftsverlag Dr. Wolfgang Weist, Berlin 2019, ISBN 978-3-86464-176-3.
- Horst Kant & Gerhard Pfaff (Hrsg.): Triebkräfte der Entwicklung in Natur, Technik und Gesellschaft. Kolloquum zu Ehren von Werner Ebeling, Armin Jähne, Werner Kriesel und Heinz-Jürgen Rothe. Sitzungsberichte der Leibniz-Sozietät der Wissenschaften zu Berlin, Band 139/140, Jahrgang 2019. trafo Wissenschaftsverlag Dr. Wolfgang Weist, Berlin 2022, ISBN 978-3-86464-229-6.